# Elmer Snowden
Pour les articles homonymes, voir Snowden.
Elmer Snowden né le 9 octobre 1900 à Baltimore, mort le 14 mai 1973 à Philadelphie est un guitariste, banjoïste et chef d'orchestre de jazz américain.

## Carrière
Il débute en duo avec Eubie Blake en 1915, puis avec Duke Ellington en 1919. En 1921, il fonde un petit orchestre avec au piano Duke Ellington les Washingtonians qui accompagne Bessie Smith. Le groupe vient à New York puis devient l'orchestre de Duke Ellington. En 1925 il quitte le Duke et fonde divers orchestres qui trouvent le succès. En 1932, il tourne un court-métrage Smash Your Baggage, avec Roy Eldridge et Dickie Wells. Il quitte New York à la suite d'un différend avec le syndicat des musiciens puis au début des années 1940 il revient à New York jouer dans des clubs notamment avec Joe Sullivan. Il fait une tournée au Canada en 1957, en Europe en 1967. Il a enseigné la musique à la Berkeley School.

## Source
André Clergeat, Philippe Carles Dictionnaire du jazz Bouquins/Laffont 1990 p.954